# Götz Heymann

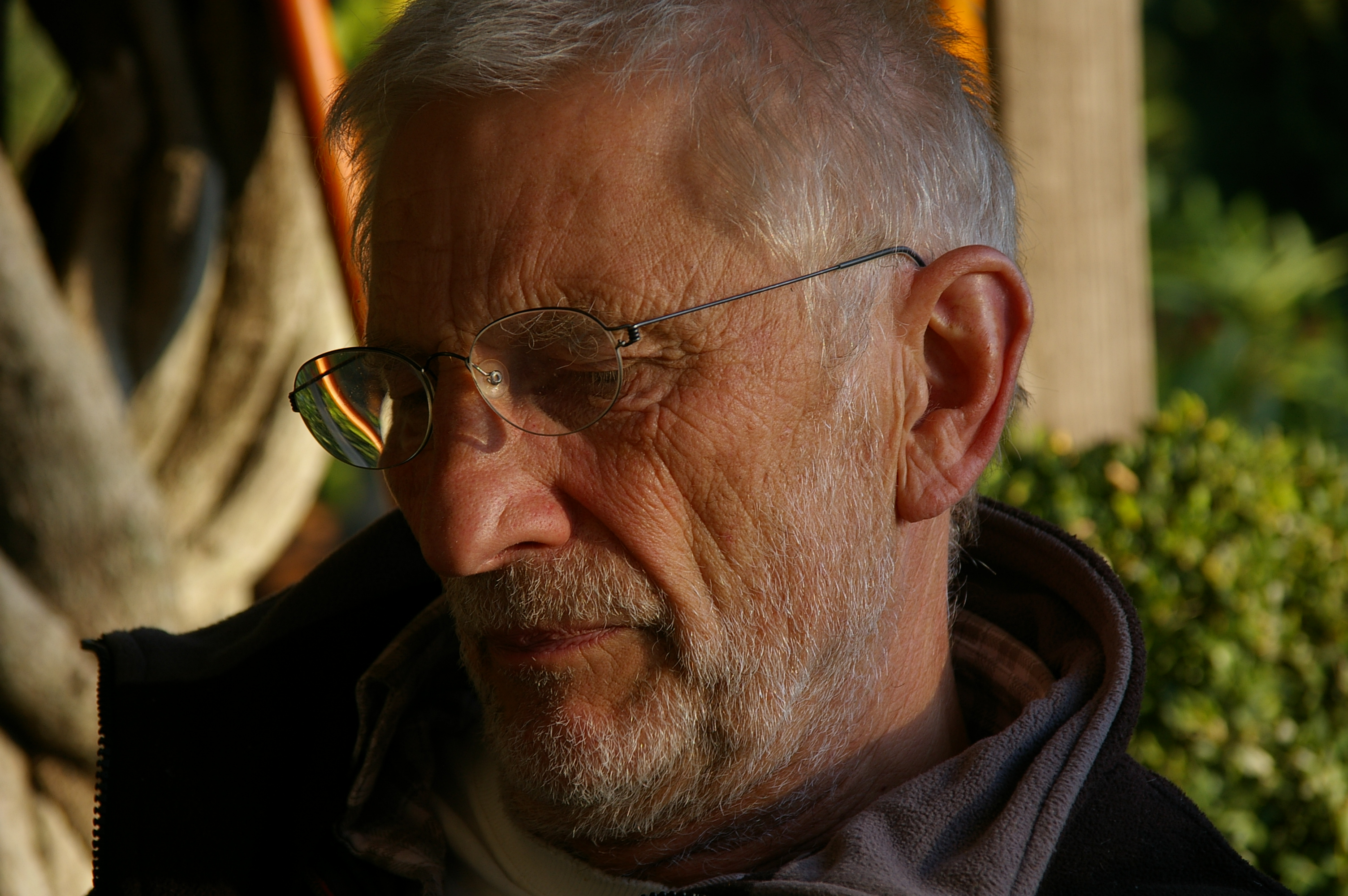
Götz Heymann

Götz Heymann (* 26. Juli 1935 in Berlin; † um 4. Mai 2025 ebenda) war ein deutscher Szenenbildner und Filmarchitekt.

## Leben
Seit Mitte der 1960er Jahre entwickelt der gelernte Theatertischler (Schillertheater bei Boleslaw Barlog) und Autodidakt Götz Heymann das schlüssige, detailgetreue, den Akteur unterstützende Bühnenbild für wichtige deutsche und internationale Filmproduktionen, so zum Beispiel für Theo gegen den Rest der Welt, Deutschland, bleiche Mutter oder Das Spinnennetz, bei dem er 1990 das Filmband in Gold (heute: Deutscher Filmpreis) gewann. Den Durchbruch im Filmgeschäft schaffte er 1967 mit Johannes Schafs Tätowierung. Er arbeitete bisher für ca. 90 Kino-, Fernseh-, Theater-, Event- und Werbeproduktionen mit Regisseuren, wie Helmut Baumann, Frank Beyer, Helma Sanders-Brahms, Peter F. Bringmann, Eberhard Fechner, Matti Geschonneck, Hajo Gies, Peter Keglevic, Roland Klick, Horst Königstein, Johannes Schaaf, Rolf von Sydow, Tom Toelle, Andrzej Wajda, Dieter Wedel, Kai Wessel, Bernhard Wicki, Adolf Winkelmann u. v. a. Heymann ist Mitglied in der Deutschen Filmakademie und im S/F/K Verband, seit 2011 Ehrenmitglied. Das Götz-Heymann-Archiv befindet sich in der Akademie der Künste, Berlin.
Seine Tochter Anna Heymann ist ebenfalls Szenenbildnerin.
Götz Heymann starb im Mai 2025 im Alter von 89 Jahren in Berlin. Die Beisetzung fand am 17. Juni 2025 auf dem Friedhof Heerstraße in Berlin-Westend statt. Seine Grabstätte befindet sich dort im Grab Nr. 16 C.

## Filmografie

### Kinoproduktionen
- 1965: Berlin N 65, Regie: Egon Monk
- 1967: Tätowierung, Regie: Johannes Schaaf
- 1975: Lieb Vaterland magst ruhig sein, Regie: Roland Klick
- 1977: Heinrich, Regie: Helma Sanders-Brahms
- 1977: Tod oder Freiheit, Regie: Wolf Gremm
- 1978: Die Faust in der Tasche, Regie: Max Willutzki
- 1980: Deutschland, bleiche Mutter, Regie: Helma Sanders-Brahms
- 1980: Theo gegen den Rest der Welt, Regie: Peter F. Bringmann
- 1981: Der rote Strumpf, Regie: Wolfgang Tumler
- 1981: Alles im Eimer, Regie: Ralf Gregan
- 1981: Das Haus im Park, Regie: Aribert Weis
- 1983: S.A.S. Malko – Im Auftrag des Pentagon, Regie: Raoul Coutard
- 1985: Der Bulle und das Mädchen, Regie: Peter Keglevic
- 1986: Die Reise, Regie: Markus Imhoof
- 1989: Das Spinnennetz, Regie: Bernhard Wicki
- 1995: Die Sturzflieger, Regie: Peter F. Bringmann
- 2001: Goebbels und Geduldig, Regie: Kai Wessel

### Fernsehproduktionen
- 1967: Selbstbedienung, Regie: Eberhard Fechner
- 1971: Tatort – Der Boss, Regie: Heinz Schirk
- 1974: Griseldis,  Regie: Peter Beauvais
- 1976: Weder Tag noch Stunde, Regie: Bruno Jantoss
- 1977: Der Haupttreffer, Regie: Thomas Fantl
- 1977: Sanfter Schrecken, Regie: Alfred Weidenmann
- 1979: Ein Kapitel für sich, Regie: Eberhard Fechner
- 1981: Ein Zug nach Manhattan, Regie: Rolf von Sydow
- 1981: Der Schützling, Regie: Rolf von Sydow
- 1981: Tatort – Beweisaufnahme, Regie: Peter Keglevic
- 1982: Die Leidenschaftlichen, Regie: Thomas Koerfer
- 1982: Heimkehr nach Deutschland, Regie: Eberhard Pieper
- 1982: Schlagschatten, Regie: Iwan P. Schumacher
- 1982: Sonny Boys, Regie: Rolf von Sydow
- 1982: Tatort: Sterben und sterben lassen, Regie: Peter Keglevic
- 1984: Das Geschenk, Regie: Marcus Scholz
- 1984: Heiraten ist immer ein Risiko, Regie: Hans-Jürgen Tögel
- 1984: Tatort: Kielwasser, Regie: Hajo Gies
- 1985: Tatort: Ordnung ist das halbe Sterben, Regie: Wolfgang Tumler
- 1985: Tatort: Doppelspiel, Regie: Hajo Gies
- 1986: Das Geheimnis von Lismore Castle, Regie: Franz Josef Gottlieb
- 1986: Tatort – Schwarzes Wochenende, Regie: Dominik Graf
- 1987: Reichshauptstadt – privat, Regie: Horst Königstein
- 1989: Der Leibwächter, Regie: Adolf Winkelmann
- 1990: Tatort: Rendezvous, Regie: Martin Gies
- 1991: Tassilo – Ein Fall für sich, Regie: Hajo Gies
- 1992: Geboren 1999, Regie: Kai Wessel
- 1995: Der Trinker, Regie: Tom Toelle
- 1995: Ich, der Boss, Regie: Martin Gies
- 1995: Das Schwein – Eine deutsche Karriere, Regie: Ilse Hofmann
- 1996: Tote sterben niemals aus, Regie: Jürgen Goslar
- 1996: Tatort: Parteifreunde, Regie: Ulrich Stark
- 1997: Der rote Schakal, Regie: Hajo Gies
- 1997: Der Hauptmann von Köpenick, Regie: Frank Beyer
- 1997: Angeschlagen, Regie: Matti Geschonneck
- 1998: Feuertaufe, Regie: Peter Schulze-Rohr
- 1998: Tatort: Engelchen flieg, Regie: Hartmut Griesmayr
- 1999: Der geheime Zeuge, Regie: Peter Schulze-Rohr
- 1999: Ärzte (2 Folge)
- 2002: Polizeiruf 110: Henkersmahlzeit, Regie: Hartmut Griesmayr
- 2002: Polizeiruf 110: Der Spieler, Regie: Jürgen Brauer
- 2002: Polizeiruf 110: Angst um Tessa Bülow, Regie: Hans Werner
- 2004: Polizeiruf 110: Barbarossas Rache, Regie: Hartmut Griesmayr
- 2004: Polizeiruf 110: Rosentod, Regie: Hans Werner
- 2004: Polizeiruf 110: Ein Bild von einem Mörder, Regie: Thomas Jacob
- 2005: Polizeiruf 110: Heimkehr in den Tod, Regie: Karola Hattop
- 2012: Friedrich – Ein deutscher König, Regie: Jan Peter

## Auszeichnungen
- 1965: Brüder-Grimm-Preis
- 1968: Filmband in Gold, Produktions- und Teampreis für „Tätowierung“, Regie: J. Schaaf
- 1977: Goldene Schale, Produktions- und Teampreis für „Heinrich“, Regie: Helga Sanders-Brahms
- 1990: Filmband in Gold, heute Deutscher Filmpreis für Szenenbild „Das Spinnennetz“
- 1992: European Museum of the Year Award 1992, Museum für Arbeit und Technik, Mannheim
- 2011: Ehrenmitglied im VSK